# Nowopokrowka (Tschuhujiw)
Nowopokrowka (ukrainisch und russisch Новопокровка) ist eine Siedlung städtischen Typs in der ukrainischen Oblast Charkiw mit etwa 4800 Einwohnern (2015).
Die 1818 gegründete Ortschaft erhielt 1938 den Status einer Siedlung städtischen Typs und besitzt eine Bahnstation an der Bahnstrecke Charkiw–Kupjansk.
Nowopokrowka liegt am linken Ufer des Udy 12 km westlich vom Rajonzentrum Tschuhujiw und 35 km südöstlich vom Oblastzentrum Charkiw.

## Verwaltungsgliederung
Am 12. Juni 2020 wurde die Siedlung zum Zentrum der neugegründeten Siedlungsgemeinde Nowopokrowka (Новопокровська селищна громада/Nowopokrowska selyschtschna hromada). Zu dieser zählen auch die 2 Siedlungen städtischen Typs Eschar und Wwedenka, die 6 in der untenstehenden Tabelle aufgelisteten Dörfer sowie die Ansiedlung Rosdolne, bis dahin bildete sie zusammen mit der Ansiedlung Rosdolne die gleichnamige Siedlungsratsgemeinde Nowopokrowka (Новопокровська селищна рада/Nowopokrowska selyschtschna rada) im Westen des Rajons Tschuhujiw.
Folgende Orte sind neben dem Hauptort Nowopokrowka Teil der Gemeinde:
| Name                            | Name                | Name                               |
| ukrainisch transkribiert        | ukrainisch          | russisch                           |
| ------------------------------- | ------------------- | ---------------------------------- |
| Eschar                          | Есхар               | Эсхар                              |
| Sauddja                         | Зауддя              | Заудье (Saudje)                    |
| Pody                            | Поди                | Поды                               |
| Rosdolne (bis 2016 Tschapajewa) | Роздольне (Чапаєва) | Раздольное (Rasdolnoje)            |
| Selenyj Kolodjas                | Зелений Колодязь    | Зелёный Колодезь (Seljony Kolodes) |
| Stara Pokrowka                  | Стара Покровка      | Старая Покровка (Staraja Pokrowka) |
| Switanok                        | Світанок            | Свитанок                           |
| Ternowa                         | Тернова             | Терновая (Ternowaja)               |
| Wwedenka                        | Введенка            | Введенка                           |